# Sissal
 Ikke at forveksle med Sisal.
Sissal Jóhanna Norðberg Niclasen, kendt som Sissal (født i 1995 i Tórshavn på Færøerne) er en færøsk sanger. Hun vandt i marts 2025 Dansk Melodi Grand Prix 2025 med sangen Hallucination. Dermed repræsenterede hun Danmark ved Eurovision Song Contest 2025, som blev afholdt i Basel i Schweiz i maj 2025. Sissal gik her videre til finalen som den første danske repræsentant siden 2019. I selve finalen opnåede hun en 23.-plads blandt de 26 deltagerlande.

## Liv og karriere
Sissal er født i Tórshavn på Færøerne. I 2020 flyttede hun til København, hvor hun læser til lærer.

### Musikalsk karriere
Sissal har spillet musik, siden hun var barn. Da hun var 10 år gammel, vandt hun det færøske svar på MGP. Hun udgav sin første EP Hear Me Now i 2025.

#### Melodi Grand Prix
I marts 2025 debuterede hun i det danske Melodi Grand Prix, hvor hun vandt konkurrencen med sangen Hallucination.
Hun er den anden færøske kunstner, der har repræsenteret Danmark i Eurovision Song Contest efter Reiley i 2023.
Sissal deltog i den anden semifinale, som blev sendt 15. maj, og her kvalificerede hun sig til finalen lørdag den 17. maj 2025. Det var på trods at, at bookmakerne ikke havde spået hende gode chancer for at gå videre. Dermed brød hun Danmarks 6-årige pause fra at deltage i finalen, hvor der ikke havde været dansk deltagelse siden 2019. I finalen fik Sissal 47 point og dermed en 23.-plads blandt de 26 deltagende lande. Vinderen blev den østrigske JJ med sangen Wasted Love.